# Hydnoraceae
Hydnoraceae је фамилија скривеносеменица из реда Piperales, која обухвата 2 рода распрострањена у тропским пределима Африке и Јужне Америке. Статус фамилије постоји у већини класификационих схема, иако са различитом филогенетском позицијом.